# Oxynotus centrina
O tubarão-áspero-angular (Oxynotus centrina) é uma espécie de tubarão do gênero Oxynotus da família Oxynotidae (Squaliformes) que habita águas marinhas no ocidente do Oceano Atlântico desde a Noruega no norte da Europa, até a África do Sul, no sul da África, de profundidades de 40 até 780 metros. É relativamente pequeno, chegando a medir quase 60 cm.

## Aparência
O tubarão-áspero-angular tem uma barbatana dorsal maior e mais larga que as barbatanas peitorais e se origina a partir de sua cabeça, e tem uma pele áspera, como seus parentes. A coloração de sua área dorsal é na maoria das vezes amarronzada, mas de vez em quando pode ser cinzenta. Pode atingir normalmente até 55 cm (não definido), mas pode chegar a medir no máximo 150 cm (também não definido). Quando maturos podem atingir até 50 cm.

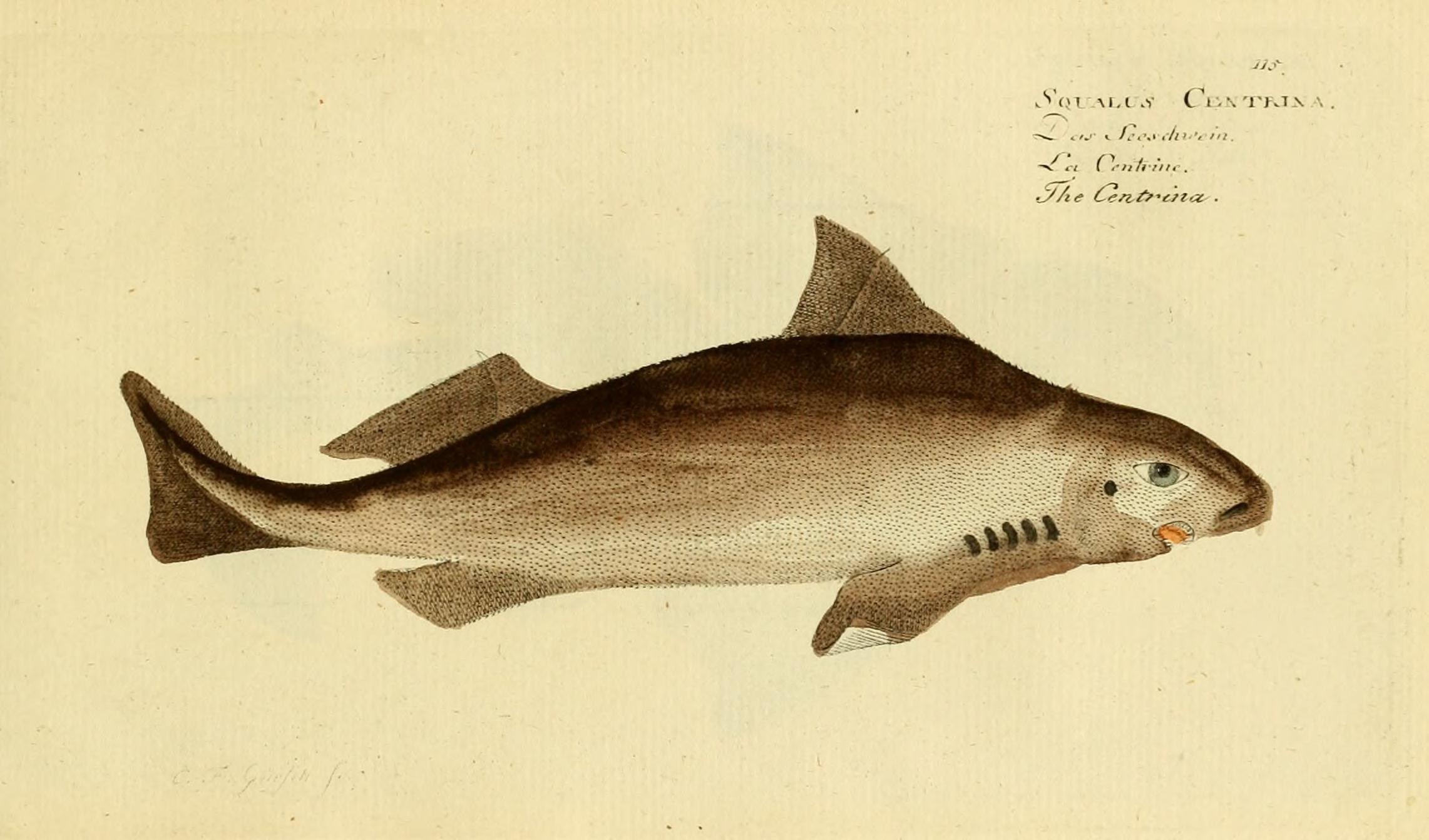
Descrição original do tubarão-áspero-angular, por Carolus Linnaeus em 1758, primeiramente nomeado como "squalus centrina".

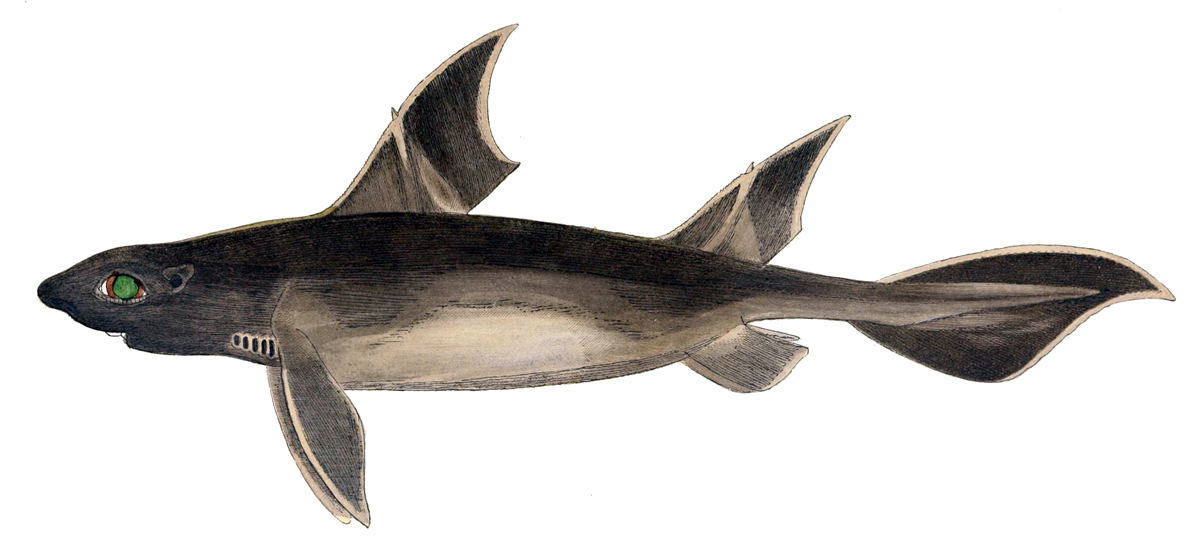

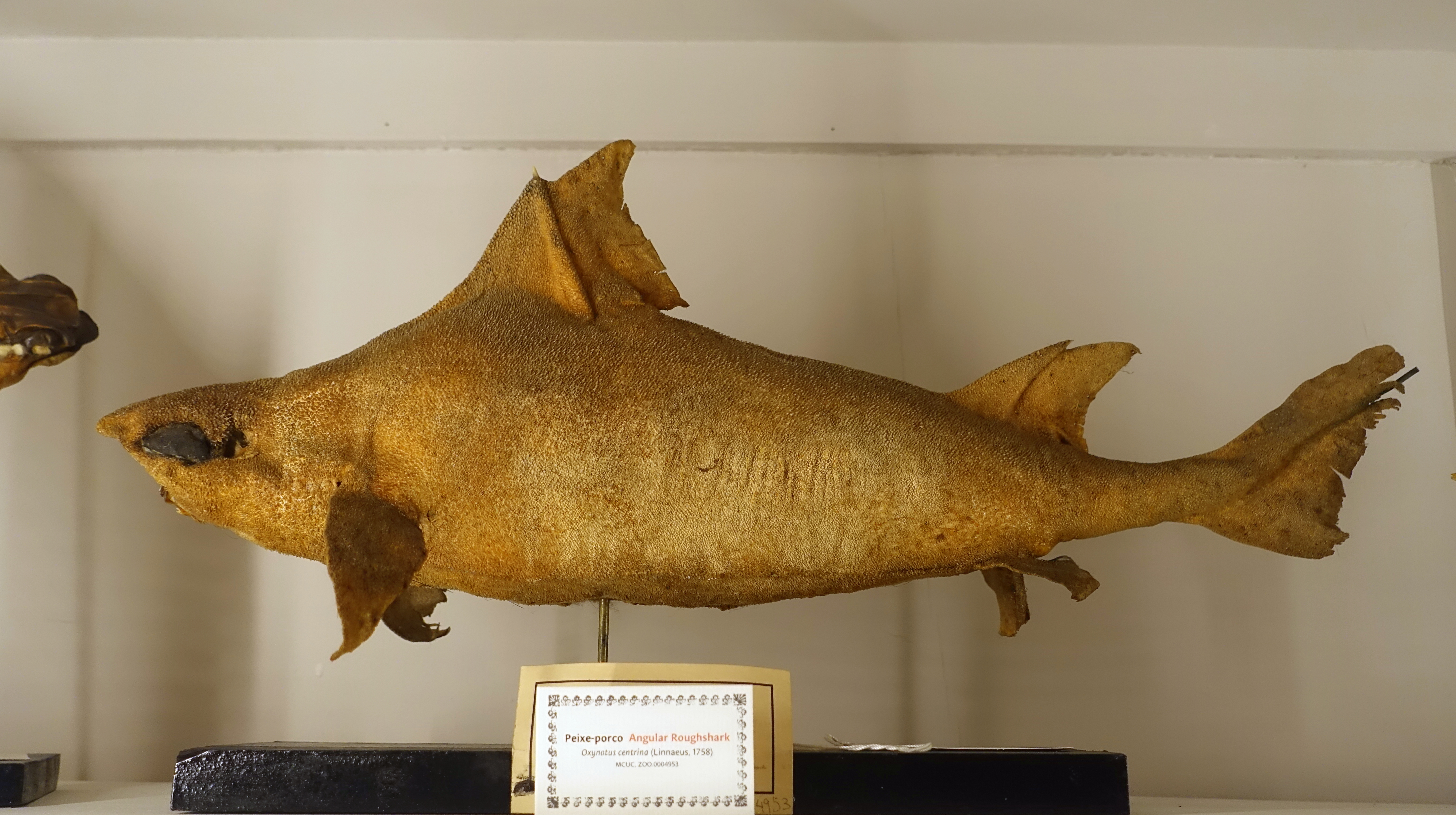
Um tubarão-áspero-angular conservado no Museu da Ciência da Universidade de Coimbra, em Coimbra, Portugal.

## Distribuição e hábitat
O tubarão-áspero-angular vive em águas marinhas costeiras no Oceano Atlântico ocidental, na Europa, desde o norte na Noruega, rodeando quase todo o Reino Unido, passa também pela França, Espanha, Portugal, até quase todas as costas do Mar Mediterrâneo; na África é encontrado norte e sul, desde o Egito até a África do Sul. Pode ser encontrados em profundidades de 40 até 777 metros.

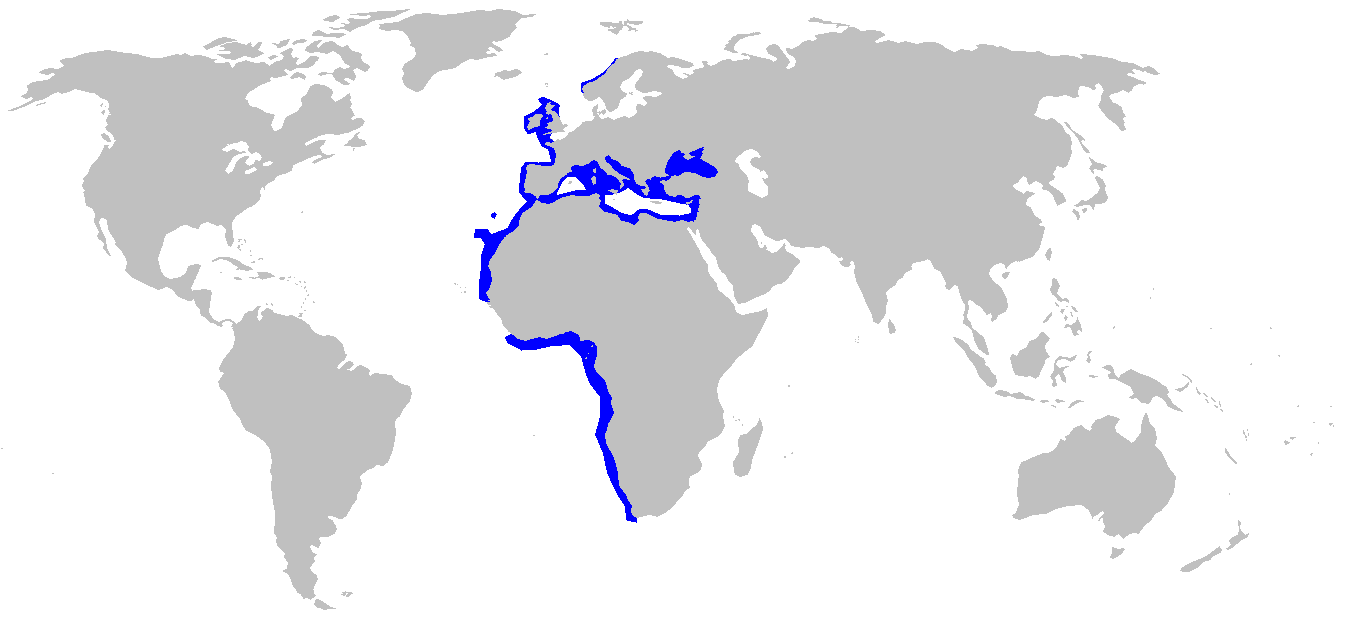
Distribuição geográfica do tubarão-áspero-angular

## Dieta
O tubarão-áspero-angular é carnívoro. Seu prato consiste em teleósteos, crustáceos e equinodermos. Ocasionalmente podem até comer caixas de ovos de tubarões-pata-roxa (Scyliorhinus canicula).

## Reprodução
O tubarão-áspero-angular é víviparo, podendo nascer normalmente de 7 para 12 filhotes. O tamanho dos filhotes no nascimento é por volta de 20 para 24 cm.

## Estado de conservação
Foi considerado como espécie vulnerável de extinção pela União Internacional para a Conservação da Natureza (IUCN) desde 2007, resultado da exploração dos humanos.
